# Joan Surroca
Joan Surroca (n. i m. a Barcelona en la segona meitat del segle XIX) fou un mestre d'armes mantenidor de la gran tradició de l'armeria catalana, que, des del segle xvi, a Montferrer, Ripoll, Olot i Girona, que produí exemplars d'armes de foc que encara avui figuren en museus i armeries de cases nobiliàries.
Establert a Barcelona, tenia el taller i la botiga al carrer Ample de la capital catalana, on fabricà a mà i sense auxili de cap classe de maquinària, les escopetes, carrabines i fusells que en Anglaterra, França i Alemanya anaven apareixent en aquella època. Quan l'any 1860 aparegué a França la carrabina Minié, Surroca la construí, ensems, amb més perfecció i exactitud, sent el seu model objecte d'un èxit popular molt justificat.
El vescomte del Bruch (Joan Prim) adquirí per 2.000 rals la carrabina fabricada per Surroca i la regalà al Museu de la Reial Armeria de Madrid, on encara hi figura. Aquell mateix any anà com a voluntari a la campanya d'Àfrica, en qualitat d'agregat tècnic de l'Estat Major, aconseguint dades interessants i observacions que utilitzà més tard per al perfeccionament de la seva professió.
En política figurà, com a regidor de l'Ajuntament de Barcelona en diversos biennis, afiliat a l'extrema esquerra del partit liberal.